# منتخب تايبيه الصينية لكرة الطائرة للسيدات
منتخب تايبيه الصينية الوطني لكرة الطائرة للسيدات هو ممثل تايوان الرسمي في المنافسات الدولية في كرة طائرة في فئة كرة الطائرة للسيدات.